# El Garhy Steel
El Garhy Steel – одна з великих компаній, що діють у галузі чорної металургії Єгипту. 
Представники родини Ель-Гарі протягом багатьох десятиліть займаються різноманітними видами бізнесу, що пов’язані із металургійною галуззю. Зокрема, з 1980 року діє компанія El Garhy Steel, яка у 21 столітті стала одним з провідних виробників будівельної арматури. З 2003-го вона володіє прокатним заводом в Ель-Убур, а у 2016-му викупила прокатні заводи компаній ECISP і MNS. Загальна потужність цих підприємств становить не менше 860 тисяч тон на рік. 
Оскільки прокатний бізнес сильно залежить від цін на сортову заготовку, а також від урядових рішень щодо імпортних обмежень, холдинг El Garhy Steel анонсував бажання створити повний металургійний цикл. Втім, станом на початок 2022-го ці плани не були реалізовані.